# Prenilcisteina ossidasi
La prenilcisteina ossidasi è un enzima appartenente alla classe delle ossidoreduttasi, che catalizza la seguente reazione:
S-prenil-L-cisteina + O2 + H2O ⇄ prenal + L-cisteina + H2O2
È una flavoproteina (FAD). Rompe il legame tioetere della S-prenil-L-cisteina, così come quello della S-farnesilcisteina e della S-geranilgeranilcisteina. N-Acetil-prenilcisteina and peptidi prenilcisteinilici non sono substrati. Può rappresentare l'ultima reazione nella degradazione di proteine prenilate nei tessuti dei mammiferi. All'inizio si pensava fosse una semplice ligasi per cui fu classificata come EC 4.4.1.18.